# Vargem Alegre
Vargem Alegre is een gemeente in de Braziliaanse deelstaat Minas Gerais. De gemeente telt 6.829 inwoners (schatting 2009).

## Aangrenzende gemeenten
De gemeente grenst aan Bom Jesus do Galho, Caratinga en Entre Folhas.